# Juan Manuel Locatelli
Juan Manuel Locatelli (Tres Arroyos, Provincia de Buenos Aires, 28 de octubre de 1975) es un entrenador de baloncesto argentino. Hizo una larga carrera como jugador profesional en diversos clubes de su país y llegó a actuar con la selección de básquetbol de Argentina. Fue escogido en dos ocasiones como parte del mejor quinteto de la Liga Nacional de Básquet. 

## Trayectoria
Formado en la cantera de Huracán de Tres Arroyos, fueron su padre Miguel Locatelli y su tío Marcelo Dalimier quienes le enseñaron a jugar al baloncesto. En 1994 fue reclutado por Peñarol de Mar del Plata, club en el que hizo su debut en la Liga Nacional de Básquet. Tras una temporada fichó con Quilmes de Mar del Plata, buscando más oportunidades para mostrar su juego. De todos modos pasó dos años con poca presencia en la LNB y mucha en los torneos de la Asociación Marplatense de Básquetbol.
Deseoso de tener más protagonismo, Locatelli estuvo muy cerca de fichar con Deportivo San Andrés, pero terminó aceptando una propuesta para unirse a Siderca de Campana, un club que militaba en el Torneo Nacional de Ascenso. Allí fue uno de los protagonistas de la campaña que condujo al equipo hasta las finales del certamen.
Regresó a Peñarol de Mar del Plata con un contrato de tres años, que terminó extendiéndolo a cinco años. 
En 2003 pasó a Obras Basket, pero, al cabo de un año, retornó a Peñarol de Mar del Plata como parte de una reestructuración del equipo que pretendía ganar mayor protagonismo en la LNB. Locatelli sería parte del plantel que conquistaría el Torneo Súper 8 2006 y la Liga de las Américas 2007-08.
Aunque era un referente en Mar del Plata, en 2008 aceptó una propuesta de Atenas de Córdoba. Allí se consagraría campeón de la temporada 2008-09 de la LNB, promediando 10 puntos y 2.9 rebotes por partido en 55 encuentros.  
El escolta se unió a Sionista de Paraná en 2010. En su segunda temporada con los entrerrianos, Locatelli se lesionó el tobillo, por lo que sólo alcanzó a disputar 13 partidos oficiales. 
El 23 de febrero de 2013 anunció que se retiraría definitivamente por no haber logrado una plena recuperación de una lesión crónica en su tobillo izquierdo.
Tras abandonar el baloncesto competitivo, Locatelli se convirtió en entrenador en su ciudad natal. En 2021 asumió la dirección técnica de Huracán de Tres Arroyos.

## Selección nacional
Junto con Cristian Romero, Hernando Salles y Juan Cangelosi integró la selección de baloncesto 3x3 de Argentina que terminó tercera en la Copa del Mundo 3x3 de 2004 en Caorle.
Convocado por Sergio Santos Hernández, Locatelli debutó en la selección de básquetbol de Argentina a los 32 años, siendo parte del plantel que se impuso en el Campeonato Sudamericano de Baloncesto de Puerto Montt 2008.

## Palmarés

### Campeonatos nacionales
- Liga Nacional de Básquet (1)
  - Atenas: 2008-09
- Torneo Super 8
  - Peñarol: 2006
- Copa Argentina
  - Atenas: 2008

### Campeonatos internacionales
- Liga de las Américas
  - Peñarol: 2007-08

### Selección Argentina
- Campeonato Sudamericano: Oro Puerto Montt 2008